# Blaue Lache
Die Blaue Lache (auch Blaue Lacke) ist der südlichste See im Nationalpark Berchtesgaden. Sie liegt auf der Gemarkung Forst Sankt Bartholomä (bis 31. Dezember 1983 ein gemeindefreies Gebiet) in der Gemeinde Schönau am Königssee.

## Beschaffenheit und Lage
Die Blaue Lache hat eine Länge von etwa 65 m bei einer maximalen Breite von 40 m und besitzt eine Fläche von lediglich gut 2200 m².
Mit einem Wasserspiegel von 1836 m ü. NHN ist der See wohl eines der am höchsten gelegenen stehenden Gewässer in Deutschland. Er hat weder einen natürlichen Zufluss noch einen direkten Abfluss und wird von Regen- und Schmelzwasser gespeist.
Der See liegt im südlichsten Zipfel des deutschen Teils der Berchtesgadener Alpen zwischen Leiterkopf (2369 m), Hocheck (2230 m) und Neuhütter (2075 m).
Es liegt damit etwa 16 km südlich des Marktes Berchtesgaden, gut 3 km südsüdöstlich des Obersees und 0,8 km von der Grenze zu Österreich entfernt. Der See wird von den über 2000 m hohen Bergen Hocheck, Rosentalhörnl und Wildtorkopf umgeben. Er kann nur zu Fuß über einen Steig vom Südende des Königssees (über die 800 m höher gelegene Wasseralm, die heute vom Deutschen Alpenverein genutzt wird) bzw. von österreichischer Seite aus erreicht werden.